# Mistrovství světa v krasobruslení 2014
Mistrovství světa v krasobruslení 2014 byl světový šampionát, který hostila japonská Saitama v období od 24. do 30. březnem 2014. Soutěže proběhly ve sportovním komplexu Saitama Super Arena ve čtyřech kategoriích – muži, ženy, sportovní dvojice a taneční páry.

## Kvalifikační kritéria
Šampionátu se mohli zúčastnit krasobruslaři registrovaní v evropských národních svazech, kteří k 1. červenci 2013 dovršili minimální hranici 15 let věku. Další podmínkou kvalifikace bylo překročení minimální hodnoty v technických elementech (technical elements score; TES) na mezinárodní soutěži v průběhu aktuální či předchozí sezóny. Minimální hranice technických elementů v jednotlivých disciplínách je uvedena v tabulce:
|                          | Minimální TES programu      | Minimální TES programu  | Minimální TES programu | Minimální TES programu |
| Soutěž                   | krátký program krátký tanec | volná jízda volný tanec |                        |                        |
| Muži                     | 34                          | 63                      |                        |                        |
| Ženy                     | 26                          | 46                      |                        |                        |
| Sportovní dvojice        | 24                          | 41                      |                        |                        |
| Taneční páry             | 28                          | 38                      |                        |                        |
| ------------------------ | --------------------------- | ----------------------- | ---------------------- | ---------------------- |
| TES – technické elementy |                             |                         |                        |                        |

### Právo na více závodníků
O počtu účastníku z jednotlivých států rozhodlo umístění na předešlém mistrovství světa.
| Počet | Muži                                   | Ženy                     | Sportovní páry                  | Taneční páry           |
| ----- | -------------------------------------- | ------------------------ | ------------------------------- | ---------------------- |
| 3     | Kanada Japonsko                        | Japonsko Jižní Korea USA | Kanada Rusko                    | Kanada Rusko USA       |
| 2     | Česko Francie Kazachstán Španělsko USA | Kanada Čína Itálie Rusko | Čína Francie Německo Itálie USA | Francie Německo Itálie |

## Nominace
Všichni úřadující mistři světa z roku 2013 v nominacích chyběli.
| Stát               | Muži                                       | Ženy                                              | Sportovní dvojice                                                                                                | Taneční páry                                                                                          |
| ------------------ | ------------------------------------------ | ------------------------------------------------- | --- | --- |
| Austrálie          |                                            | Brooklee Hanová                                   | | Danielle O'Brien / Gregory Merriman                                                                   |
| Ázerbájdžán        |                                            |                                                   | | Julia Zlobina / Alexei Sitnikov                                                                       |
| Belgie             | Jorik Hendrickx                            | Kaat Van Daeleová                                 | | |
| Bělorusko          |                                            |                                                   | Maria Paljakovová / Nikita Bočkov                                                                                | Viktoria Kavaljovová / Juri Bjieljajev                                                                |
| Bulharsko          |                                            |                                                   | Jelizaveta Makarovová / Leri Kenčdze                                                                             | |
| Čína               | Yan Han                                    | Li Zijun                                          | Peng Cheng / Zhang Hao Sui Wenjing / Han Cong                                                                    | |
| Česko              | Tomáš Verner                               | Eliška Březinová                                  | | Gabriela Kubová / Matěj Novák                                                                         |
| Dánsko             | Justus Strid                               | Anita Madsenová                                   | | Laurence Fournierová Beaudryová / Nikolaj Sørensen                                                    |
| Estonsko           | Viktor Romaněnkov                          | Jelena Glebovová                                  | Natalja Zabijaková / Alexandr Zabojev                                                                            | Irina Štorková / Taavi Rand                                                                           |
| Finsko             |                                            | Juulia Turkkilaová                                | | Henna Lindholm / Ossi Kanervo                                                                         |
| Filipíny           | Christopher Caluza                         |                                                   | | |
| Francie            | Chafik Besseghier                          | Maé-Bérénice Méitéová                             | Vanessa Jamesová / Morgan Ciprès Daria Popovová / Bruno Massot                                                   | Nathalie Péchalatová / Fabian Bourzat Gabriella Papadakisová / Guillaume Cizeron                      |
| Gruzie             |                                            |                                                   | | Angelina Telegina / Otar Japaridze                                                                    |
| Hongkong           | Ronald Lam                                 |                                                   | | |
| Izrael             | Alexeh Byčenko                             | Netta Schreiberová                                | | Allison Reedová / Vasili Rogov                                                                        |
| Itálie             | Ivan Righini                               | Carolina Kostnerová Valentina Marchei             | Stefania Bertonová / Ondřej Hotárek Nicole Della Monicová / Matteo Guarise                                       | Anna Cappelliniová / Luca Lanotte Charlène Guignardová / Marco Fabbri                                 |
| Japonsko           | Juzuru Hanjú Tacuki Mačida Takahiko Kozuka | Akiko Suzukiová Mao Asadaová Kanako Murakamiová   | Narumi Takahašiová / Rjuiči Kihara                                                                               | Cathy Reedová / Chris Reed                                                                            |
| Kanada             | Kevin Reynolds Elladj Baldé Nam Nguyen     | Kaetlyn Osmondová Gabrielle Dalemanová            | Meagan Duhamelová / Eric Radford Kirsten Mooreová-Towersová / Dylan Moscovitch Paige Lawrenceová / Rudi Swiegers | Kaitlyn Weaverová / Andrew Poje Alexandra Paulová / Mitchell Islam Piper Gillesová / Paul Poirier     |
| Jižní Korea        | Kim Jin-seo                                | Kim Hae-jin Park So-youn                          | | |
| Kazachstán         | Abzal Rakimgaljev                          |                                                   | | |
| Litva              |                                            | Inga Janulevičiūtė                                | | Isabella Tobiasová / Deividas Stagniūnas                                                              |
| Maďarsko           |                                            |                                                   | | Dóra Turócziová / Balázs Major                                                                        |
| Monako             | Kim Lucine                                 |                                                   | | |
| Německo            | Peter Liebers                              | Nathalie Weinzierlová                             | Aljona Savčenková / Robin Szolkowy Maylin Wendeová / Daniel Wende                                                | Tanja Kolbeová / Stefano Caruso Nelli Žiganšinovová / Alexander Gazsi                                 |
| Norsko             |                                            | Anne Line Gjersemová                              | | |
| Polsko             | Maciej Cieplucha                           |                                                   | | Justyna Plutowská / Peter Gerber                                                                      |
| Rakousko           | Viktor Pfeifer                             | Kerstin Frank                                     | Miriam Zieglerová / Severin Kiefer                                                                               | |
| Rumunsko           | Zoltán Kelemen                             |                                                   | | |
| Rusko              | Maxim Kovtun                               | Julia Lipnická Anna Pogorilaja                    | Xenija Stolbovová / Fjodor Klimov Věra Bazarovová / Jurij Larionov Julija Antipovová / Nodari Maisuradze         | Jelena Ilinychová / Nikita Kacalapov Viktorija Sinicinová / Ruslan Žiganšin                           |
| Slovensko          |                                            | Nicole Rajičová                                   | | Federica Testová / Lukáš Csölley                                                                      |
| Spojené království |                                            | Jenna McCorkellová                                | Amani Fancyová / Christopher Boyadji                                                                             | Penny Coomesová / Nicholas Buckland                                                                   |
| USA                | Max Aaron Jeremy Abbott                    | Polina Edmundsová Gracie Goldová Ashley Wagnerová | Marissa Castelliová / Simon Shnapir Felicia Zhangová / Nathan Bartholomay                                        | Madison Chocková / Evan Bates Maia Shibutaniová / Alex Shibutani Alexandra Aldridgeová / Daniel Eaton |
| Španělsko          | Javier Fernández                           | Sonia Lafuenteová                                 | | Sara Hurtadová / Adrià Díaz                                                                           |
| Švédsko            | Alexandr Majorov                           | Joshi Helgessonová                                | | |
| Švýcarsko          | Stéphane Walker                            | Anna Ovčarovová                                   | | Ramona Elsener / Florian Roost                                                                        |
| Turecko            |                                            |                                                   | | Alisa Agafonovová / Alper Uçar                                                                        |
| Ukrajina           | Jakov Godoroža                             | Natalia Popovová                                  | Julia Lavrentěvová / Juri Rudyk                                                                                  | |
| Uzbekistán         | Misha Ge                                   |                                                   | | |

## Výsledky

### Muži
| 1                            | Juzuru Hanjú       | Japonsko    | 282.59 | 3  | 91.24 | 1         | 191.35    |
| 2                            | Tacuki Mačida      | Japonsko    | 282.26 | 1  | 98.21 | 2         | 184.05    |
| 3                            | Javier Fernández   | Španělsko   | 275.93 | 2  | 96.42 | 3         | 179.51    |
| 4                            | Maxim Kovtun       | Rusko       | 247.37 | 7  | 84.66 | 5         | 162.71    |
| 5                            | Jeremy Abbott      | USA         | 246.35 | 8  | 79.67 | 4         | 166.68    |
| 6                            | Takahiko Kozuka    | Japonsko    | 238.02 | 6  | 85.54 | 6         | 152.48    |
| 7                            | Yan Han            | Čína        | 231.91 | 5  | 86.70 | 11        | 145.21    |
| 8                            | Max Aaron          | USA         | 225.66 | 9  | 78.32 | 8         | 147.34    |
| 9                            | Chafik Besseghier  | Francie     | 224.19 | 10 | 76.80 | 7         | 147.39    |
| 10                           | Tomáš Verner       | Česko       | 223.14 | 4  | 89.08 | 15        | 134.06    |
| 11                           | Kevin Reynolds     | Kanada      | 215.51 | 15 | 68.52 | 10        | 146.99    |
| 12                           | Nam Nguyen         | Kanada      | 214.06 | 16 | 66.75 | 9         | 147.31    |
| 13                           | Ivan Righini       | Itálie      | 213.09 | 14 | 69.43 | 12        | 143.66    |
| 14                           | Peter Liebers      | Německo     | 211.92 | 11 | 74.02 | 14        | 137.90    |
| 15                           | Alexej Byčenko     | Izrael      | 211.24 | 12 | 69.73 | 13        | 141.51    |
| 16                           | Kim Jin-seo        | Jižní Korea | 202.80 | 13 | 69.56 | 16        | 133.24    |
| 17                           | Jorik Hendrickx    | Belgie      | 196.78 | 17 | 65.56 | 18        | 131.22    |
| 18                           | Elladj Baldé       | Kanada      | 195.39 | 22 | 62.84 | 17        | 132.55    |
| 19                           | Christopher Caluza | Filipíny    | 193.23 | 18 | 64.69 | 19        | 128.54    |
| 20                           | Abzal Rakimgaljev  | Kazachstán  | 183.55 | 24 | 61.77 | 20        | 121.78    |
| 21                           | Zoltán Kelemen     | Rumunsko    | 176.81 | 20 | 63.23 | 21        | 113.58    |
| 22                           | Maciej Cieplucha   | Polsko      | 175.97 | 21 | 63.07 | 22        | 112.90    |
| 23                           | Stéphane Walker    | Švýcarsko   | 163.91 | 19 | 64.40 | 23        | 99.51     |
| 24                           | Michal Březina     | Česko       | 62.25  | 23 | 62.25 | odstoupil | odstoupil |
| Nepostoupili do volných jízd |                    |             |        |    |       |           |           |
| 25                           | Jakov Godoroža     | Ukrajina    |        | 25 | 61.53 |           |           |
| 26                           | Viktor Romaněnkov  | Estonsko    |        | 26 | 61.14 |           |           |
| 27                           | Miša Ge            | Uzbekistán  |        | 27 | 60.34 |           |           |
| 28                           | Ronald Lam         | Hongkong    |        | 28 | 60.07 |           |           |
| 29                           | Kim Lucine         | Monako      |        | 29 | 58.19 |           |           |
| 30                           | Viktor Pfeifer     | Rakousko    |        | 30 | 57.17 |           |           |
| 31                           | Justus Strid       | Dánsko      |        | 31 | 55.62 |           |           |
| 32                           | Alexander Majorov  | Švédsko     |        | 32 | 55.61 |           |           |

### Ženy
| 1                            | Mao Asadaová          | Japonsko           | 216.69 | 1  | 78.66 | 1          | 138.03     |
| 2                            | Julia Lipnická        | Rusko              | 207.50 | 3  | 74.54 | 2          | 132.96     |
| 3                            | Carolina Kostnerová   | Itálie             | 203.83 | 2  | 77.24 | 6          | 126.59     |
| 4                            | Anna Pogorilaja       | Rusko              | 197.50 | 6  | 66.26 | 3          | 131.24     |
| 5                            | Gracie Goldová        | USA                | 194.58 | 5  | 70.31 | 7          | 124.27     |
| 6                            | Akiko Suzukiová       | Japonsko           | 193.72 | 4  | 71.02 | 8          | 122.70     |
| 7                            | Ashley Wagnerová      | USA                | 193.16 | 7  | 63.64 | 4          | 129.52     |
| 8                            | Polina Edmundsová     | USA                | 187.50 | 12 | 60.59 | 5          | 126.91     |
| 9                            | Park So-youn          | Jižní Korea        | 176.61 | 13 | 57.22 | 9          | 119.39     |
| 10                           | Kanako Murakamiová    | Japonsko           | 172.44 | 10 | 60.86 | 10         | 111.58     |
| 11                           | Kaetlyn Osmondová     | Kanada             | 170.64 | 8  | 62.92 | 13         | 107.72     |
| 12                           | Nathalie Weinzierlová | Německo            | 167.72 | 11 | 60.82 | 15         | 106.90     |
| 13                           | Gabrielle Dalemanová  | Kanada             | 164.78 | 14 | 55.72 | 11         | 109.06     |
| 14                           | Joshi Helgessonová    | Švédsko            | 162.91 | 15 | 54.96 | 12         | 107.95     |
| 15                           | Maé-Bérénice Méitéová | Francie            | 158.72 | 9  | 61.62 | 16         | 97.10      |
| 16                           | Valentina Marcheiová  | Itálie             | 157.64 | 22 | 50.27 | 14         | 107.37     |
| 17                           | Li Zijun              | Čína               | 150.34 | 16 | 54.37 | 17         | 95.97      |
| 18                           | Eliška Březinová      | Česko              | 145.15 | 24 | 49.34 | 18         | 95.81      |
| 19                           | Brooklee Hanová       | Austrálie          | 144.28 | 18 | 53.20 | 19         | 91.08      |
| 20                           | Anna Ovčarovová       | Švýcarsko          | 143.22 | 17 | 54.19 | 20         | 89.03      |
| 21                           | Natalia Popovová      | Ukrajina           | 135.05 | 21 | 50.32 | 21         | 84.73      |
| 22                           | Anne Line Gjersemová  | Norsko             | 130.03 | 23 | 49.48 | 22         | 80.55      |
| 23                           | Kim Hae-jin           | Jižní Korea        | 129.82 | 19 | 51.83 | 23         | 77.99      |
| 24                           | Jenna McCorkellová    | Spojené království | 50.56  | 20 | 50.56 | odstoupila | odstoupila |
| Nepostoupily do volných jízd |                       |                    |        |    |       |            |            |
| 25                           | Nicole Rajičová       | Slovensko          |        | 25 | 49.24 |            |            |
| 26                           | Jelena Glebovová      | Estonsko           |        | 26 | 48.09 |            |            |
| 27                           | Inga Janulevičiūtė    | Litva              |        | 27 | 47.20 |            |            |
| 28                           | Kaat Van Daeleová     | Belgie             |        | 28 | 46.05 |            |            |
| 29                           | Juulia Turkkilová     | Finsko             |        | 29 | 45.57 |            |            |
| 30                           | Anita Madsenová       | Dánsko             |        | 30 | 44.15 |            |            |
| 31                           | Kerstin Franková      | Rakousko           |        | 31 | 44.11 |            |            |
| 32                           | Sonia Lafuenteová     | Španělsko          |        | 32 | 43.94 |            |            |
| 33                           | Netta Schreiberová    | Izrael             |        | 33 | 43.39 |            |            |

### Sportovní dvojice
| 1                            | Aljona Savčenková / Robin Szolkowy            | Německo            | 224.88 | 1  | 79.02 | 1  | 145.86 |
| 2                            | Xenija Stolbovová / Fjodor Klimov             | Rusko              | 215.92 | 3  | 76.15 | 2  | 139.77 |
| 3                            | Meagan Duhamelová / Eric Radford              | Kanada             | 210.84 | 2  | 77.01 | 4  | 133.83 |
| 4                            | Kirsten Mooreová-Towersová / Dylan Moscovitch | Kanada             | 205.52 | 6  | 69.31 | 3  | 136.21 |
| 5                            | Peng Cheng / Zhang Hao                        | Čína               | 194.83 | 5  | 71.68 | 5  | 123.15 |
| 6                            | Sui Wenjing / Han Cong                        | Čína               | 192.10 | 4  | 72.24 | 9  | 119.86 |
| 7                            | Věra Bazarovová / Jurij Larionov              | Rusko              | 189.44 | 7  | 67.41 | 6  | 122.03 |
| 8                            | Julija Antipovová / Nodari Majsuradze         | Rusko              | 186.22 | 8  | 66.78 | 10 | 119.44 |
| 9                            | Stefania Bertonová / Ondřej Hotárek           | Itálie             | 184.28 | 10 | 62.73 | 7  | 121.55 |
| 10                           | Vanessa Jamesová / Morgan Ciprès              | Francie            | 183.90 | 9  | 64.01 | 8  | 119.89 |
| 11                           | Marissa Castelliová / Simon Shnapir           | USA                | 170.90 | 11 | 60.60 | 11 | 110.30 |
| 12                           | Paige Lawrenceová / Rudi Swiegers             | Kanada             | 168.88 | 12 | 59.84 | 12 | 109.04 |
| 13                           | Maylin Wendeová / Daniel Wende                | Německo            | 159.42 | 13 | 58.19 | 13 | 101.23 |
| 14                           | Felicia Zhangová / Nathan Bartholomay         | USA                | 151.78 | 14 | 57.59 | 14 | 94.19  |
| 15                           | Daria Popovová / Bruno Massot                 | Francie            | 142.00 | 15 | 52.50 | 15 | 89.50  |
| 16                           | Nicole Della Monicová / Matteo Guarise        | Itálie             | 139.30 | 16 | 51.38 | 16 | 87.92  |
| Nepostoupili do volných jízd |                                               |                    |        |    |       |    |        |
| 17                           | Narumi Takahašiová / Rjuiči Kihara            | Japonsko           |        | 17 | 49.54 |    |        |
| 18                           | Amani Fancyová / Christopher Boyadji          | Spojené království |        | 18 | 46.96 |    |        |
| 19                           | Natalja Zabijaková / Alexandr Zabojev         | Estonsko           |        | 19 | 46.11 |    |        |
| 20                           | Maria Paljakovová / Nikita Bočkov             | Bělorusko          |        | 20 | 45.29 |    |        |
| 21                           | Julia Lavrentěvová / Juri Rudyk               | Ukrajina           |        | 21 | 44.20 |    |        |
| 22                           | Miriam Zieglerová / Severin Kiefer            | Rakousko           |        | 22 | 44.06 |    |        |
| 23                           | Jelizaveta Makarovová / Leri Kenčadze         | Bulharsko          |        | 23 | 42.86 |    |        |

### Taneční páry
| 1                             | Anna Cappelliniová / Luca Lanotte                  | Itálie             | 175.43     | 1          | 69.70      | 4          | 105.73     |
| 2                             | Kaitlyn Weaverová / Andrew Poje                    | Kanada             | 175.41     | 2          | 69.20      | 3          | 106.21     |
| 3                             | Nathalie Péchalatová / Fabian Bourzat              | Francie            | 175.37     | 3          | 68.20      | 2          | 107.17     |
| 4                             | Jelena Ilinychová / Nikita Kacalapov               | Rusko              | 174.38     | 5          | 65.67      | 1          | 108.71     |
| 5                             | Madison Chocková / Evan Bates                      | USA                | 167.59     | 4          | 67.71      | 5          | 99.88      |
| 6                             | Maia Shibutaniová / Alex Shibutani                 | USA                | 158.57     | 6          | 63.55      | 6          | 95.02      |
| 7                             | Viktorija Sinicinová / Ruslan Žiganšin             | Rusko              | 155.35     | 8          | 62.11      | 8          | 93.24      |
| 8                             | Piper Gillesová / Paul Poirier                     | Kanada             | 153.86     | 10         | 59.42      | 7          | 94.44      |
| 9                             | Penny Coomesová / Nicholas Buckland                | Spojené království | 153.66     | 9          | 61.21      | 9          | 92.45      |
| 10                            | Alexandra Paulová / Mitchell Islam                 | Kanada             | 148.76     | 11         | 57.68      | 10         | 91.08      |
| 11                            | Nelli Žiganšinová / Alexander Gazsi                | Německo            | 148.37     | 7          | 62.27      | 14         | 86.10      |
| 12                            | Julia Zlobinová / Alexej Sitnikov                  | Ázerbájdžán        | 145.24     | 12         | 57.01      | 11         | 88.23      |
| 13                            | Gabriella Papadakisová / Guillaume Cizeron         | Francie            | 141.49     | 15         | 55.11      | 13         | 86.38      |
| 14                            | Charlène Guignardová / Marco Fabbri                | Itálie             | 140.77     | 17         | 53.98      | 12         | 86.79      |
| 15                            | Isabella Tobiasová / Deividas Stagniūnas           | Litva              | 140.72     | 13         | 55.37      | 15         | 85.35      |
| 16                            | Sara Hurtadová / Adrià Díaz                        | Španělsko          | 137.47     | 16         | 55.06      | 17         | 82.41      |
| 17                            | Alexandra Aldridgeová / Daniel Eaton               | USA                | 137.37     | 18         | 53.34      | 16         | 84.03      |
| 18                            | Cathy Reedová / Chris Reed                         | Japonsko           | 136.13     | 14         | 55.18      | 18         | 80.95      |
| 19                            | Irina Štorková / Taavi Rand                        | Estonsko           | 130.38     | 20         | 53.03      | 19         | 77.35      |
| 20                            | Alisa Agafonovová / Alper Uçar                     | Turecko            | 124.02     | 19         | 53.07      | 20         | 70.95      |
| Nepostoupili do volných tanců |                                                    |                    |            |            |            |            |            |
| 21                            | Tanja Kolbeová / Stefano Caruso                    | Německo            |            | 21         | 52.08      |            |            |
| 22                            | Justyna Plutowská / Peter Gerber                   | Polsko             |            | 22         | 51.99      |            |            |
| 23                            | Federica Testová / Lukáš Csölley                   | Slovensko          |            | 23         | 51.56      |            |            |
| 24                            | Danielle O'Brienová / Gregory Merriman             | Austrálie          |            | 24         | 51.06      |            |            |
| 25                            | Ramona Elsenerová / Florian Roost                  | Švýcarsko          |            | 25         | 50.64      |            |            |
| 26                            | Henna Lindholmová / Ossi Kanervo                   | Finsko             |            | 26         | 50.61      |            |            |
| 27                            | Gabriela Kubová / Matěj Novák                      | Česko              |            | 27         | 50.43      |            |            |
| 28                            | Dóra Turócziová / Balázs Major                     | Maďarsko           |            | 28         | 48.49      |            |            |
| 29                            | Laurence Fournierová Beaudryová / Nikolaj Sørensen | Dánsko             |            | 29         | 48.46      |            |            |
| 30                            | Allison Reedová / Vasili Rogov                     | Izrael             |            | 30         | 46.05      |            |            |
| 31                            | Angelina Teleginová / Otar Japaridze               | Gruzie             |            | 31         | 42.85      |            |            |
| 32                            | Viktoria Kavaljovová / Juri Bjeljajev              | Bělorusko          |            | 32         | 41.08      |            |            |
| odst.                         | Jekatěrina Bobrovová / Dmitrij Solovjev            | Rusko              | odstoupili | odstoupili | odstoupili | odstoupili | odstoupili |

## Galerie květinových ceremoniálů

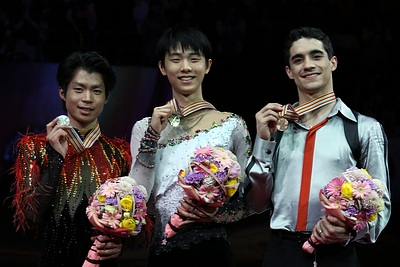
mužští medailisté
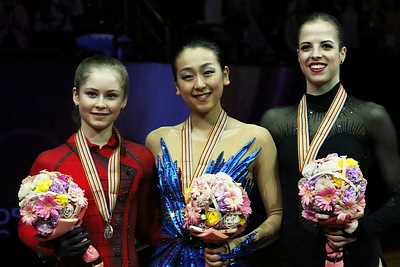
ženské medailistky
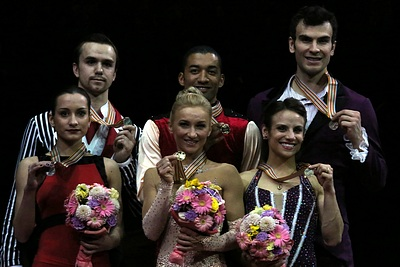
medailisté sportovních dvojic
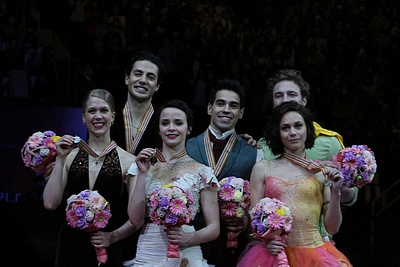
medailisté tanečních párů

## Medailové pořadí

### Celkové pořadí národů
| Pořadí | země      | zlato | stříbro | bronz | celkově |
| 1.     | Japonsko  | 2     | 1       | 0     | 3       |
| 2.     | Itálie    | 1     | 0       | 1     | 2       |
| 3.     | Německo   | 1     | 0       | 0     | 1       |
| 4.     | Rusko     | 0     | 2       | 0     | 2       |
| 5.     | Kanada    | 0     | 1       | 1     | 2       |
| 6.     | Španělsko | 0     | 0       | 1     | 1       |
| 6.     | Francie   | 0     | 0       | 1     | 1       |

### Pořadí národů v krátkém programu
| Pořadí | země      | zlato | stříbro | bronz | celkově |
| 1.     | Japonsko  | 2     | 0       | 1     | 3       |
| 2.     | Itálie    | 1     | 1       | 0     | 2       |
| 3.     | Německo   | 1     | 0       | 0     | 1       |
| 4.     | Kanada    | 0     | 2       | 0     | 2       |
| 5.     | Španělsko | 0     | 1       | 0     | 1       |
| 6.     | Rusko     | 0     | 0       | 2     | 2       |
| 7.     | Francie   | 0     | 0       | 1     | 1       |

### Pořadí národů ve volných segmentech
| Pořadí | země      | zlato | stříbro | bronz | celkově |
| 1.     | Japonsko  | 2     | 1       | 0     | 3       |
| 2.     | Rusko     | 1     | 2       | 1     | 4       |
| 3.     | Německo   | 1     | 0       | 0     | 1       |
| 4.     | Kanada    | 0     | 0       | 2     | 2       |
| 5.     | Španělsko | 0     | 0       | 1     | 1       |
| 5.     | Francie   | 0     | 0       | 1     | 1       |

### Medailisté
| Soutěž            | zlato                            | stříbro                         | 'bronz                              |
| Muži              | Juzuru Hanjú                     | Tacuki Mačida                   | Javier Fernández                    |
| Ženy              | Mao Asadaová                     | Julia Lipnická                  | Carolina Kostnerová                 |
| Sportovní dvojice | Aljona Savčenková Robin Szolkowy | Xenija Stolbovová Fjodor Klimov | Meagan Duhamelová Eric Radford      |
| Taneční páry      | Anna Cappelliniová Luca Lanotte  | Kaitlyn Weaverová Andrew Poje   | Nathalie Péchalatová Fabian Bourzat |